# Velhartice
Velhartice (německy Welhartitz nebo také Wellartitz) jsou obec v okrese Klatovy v Plzeňském kraji. Její součástí je i bývalé samostatné horní město Hory Matky Boží. Celkem zde žije 852 obyvatel. Obec Velhartice je součástí Dobrovolného svazku obcí Ostružná, jehož dalšími členy jsou městys Kolinec a obce Mokrosuky, Chlistov, Hlavňovice a Číhaň.Historické jádro Velhartic bylo na základě vyhlášky Ministerstva kultury ČR č. 476/1992 Sb. ze dne 10. září 1992 zařazeno mezi městské památkové zóny.

## Název
Jméno městečka je odvozeno z německého osobního jména Wilhart ve významu osada lidí Wilhartových. Název se v historických pramenech objevuje ve tvarech: de Wilherticz (1318), de Villertis (1337), in Wilharticz (1349), Wilharticz (1369), z Vilhartic (1414), na Wilharticích (1433), z Velhartic (1443), z Wilhartic (1465), na Velharticích (1483), na Welharticzych (1533) a Welharticze (1572, 1630).

## Historie
První písemná zmínka o Velharticích, uvedená v souvislosti s místním hradem, pochází z roku 1318.

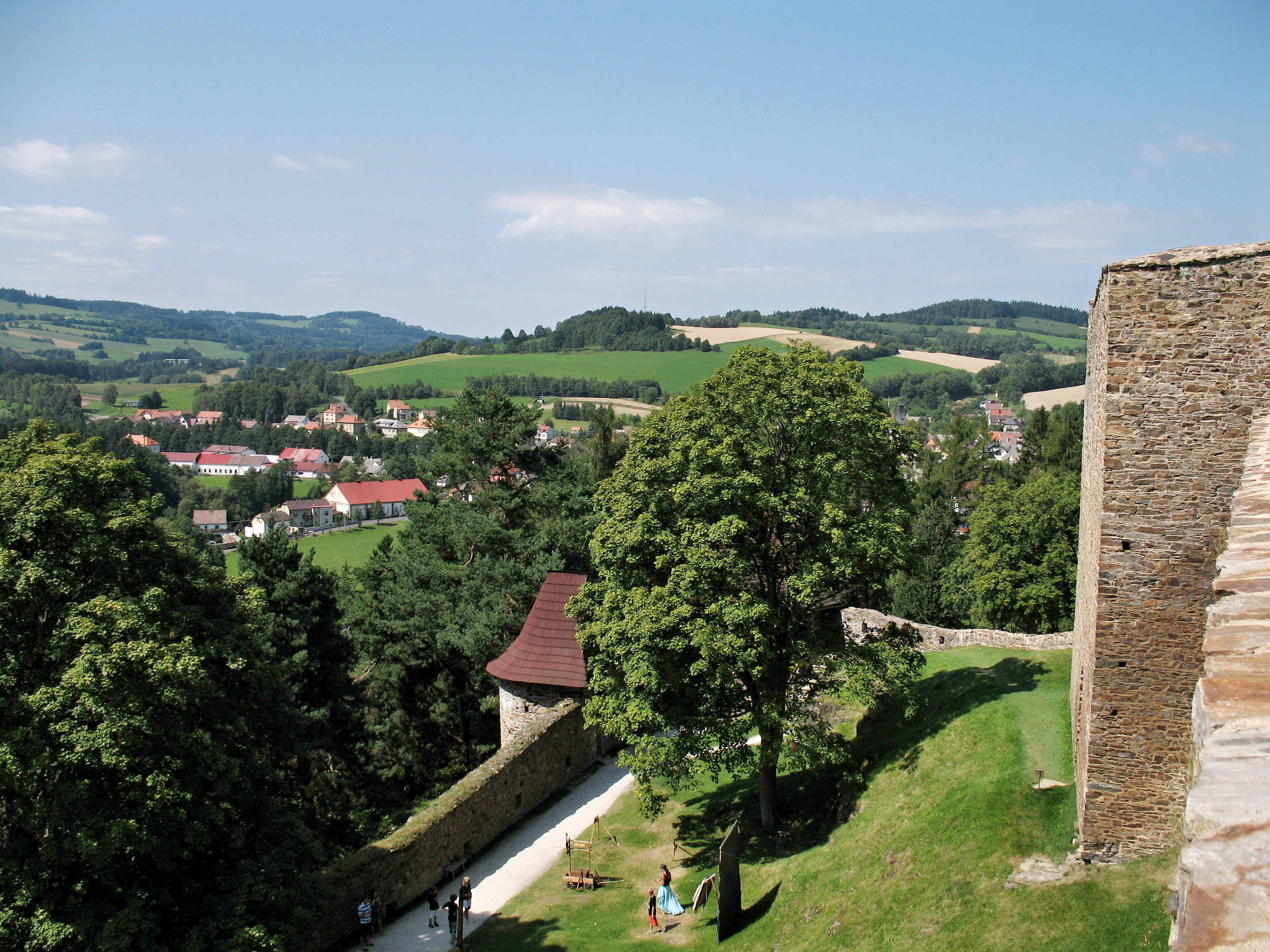
Pohled na Velhartice z hradu

Osada při obchodní cestě do Bavorska však vznikla již dříve, stejně jako původně románský kostel Narození Panny Marie, jehož založení se datuje již kolem roku 1240,a velhartický hrad, založený na sklonku 13. století. Prvním doloženým majitelem hradu byl Bušek z Velhartic, komorník a přítel římského císaře a českého krále Karla IV. 
V zakládací listině další sakrální stavby z roku 1373, gotického hřbitovního kostela svaté Maří Magdalény, jsou Velhartice označeny jako městečko. Po roce 1390 se majiteli Velhartic stali páni z Hradce.
V první čtvrtině šestnáctého století se u Velhartic začaly těžit žíly se stříbronosným galenitem a zlatem. Pozůstatkem těžby je štola v údolí Ostružné na úpatí vrchu Borek.
V 18. století zavedli Desfoursové na velhartickém panství výrobu papíru, další papírna vznikla ve Velharticích v roce 1865. O čtyři roky později byla v městečku zřízena pošta a v  roce 1882 zde místní židovský podnikatel vybudoval továrnu na zpracování kůží. V roce 1937 byla ve Velharticích založena obecná škola. Ani jeden z 19 velhartických občanů židovské národnosti nepřežil dobu nacistické okupace za druhé světové války.
V minulosti měla obec status městyse. 

## Přírodní poměry
Na severním úbočí vrchu Borek se nachází přírodní rezervace Borek u Velhartic.

## Části obce
- Velhartice
- Braníčkov
- Drouhavec
- Hory Matky Boží
- Chotěšov
- Jarkovice
- Konín
- Nemilkov
- Radvanice
- Stojanovice
- Tvrdoslav

## Pamětihodnosti
- Hrad Velhartice
- Kostel Narození Panny Marie
- Kostel svaté Maří Magdalény
- Židovský hřbitov

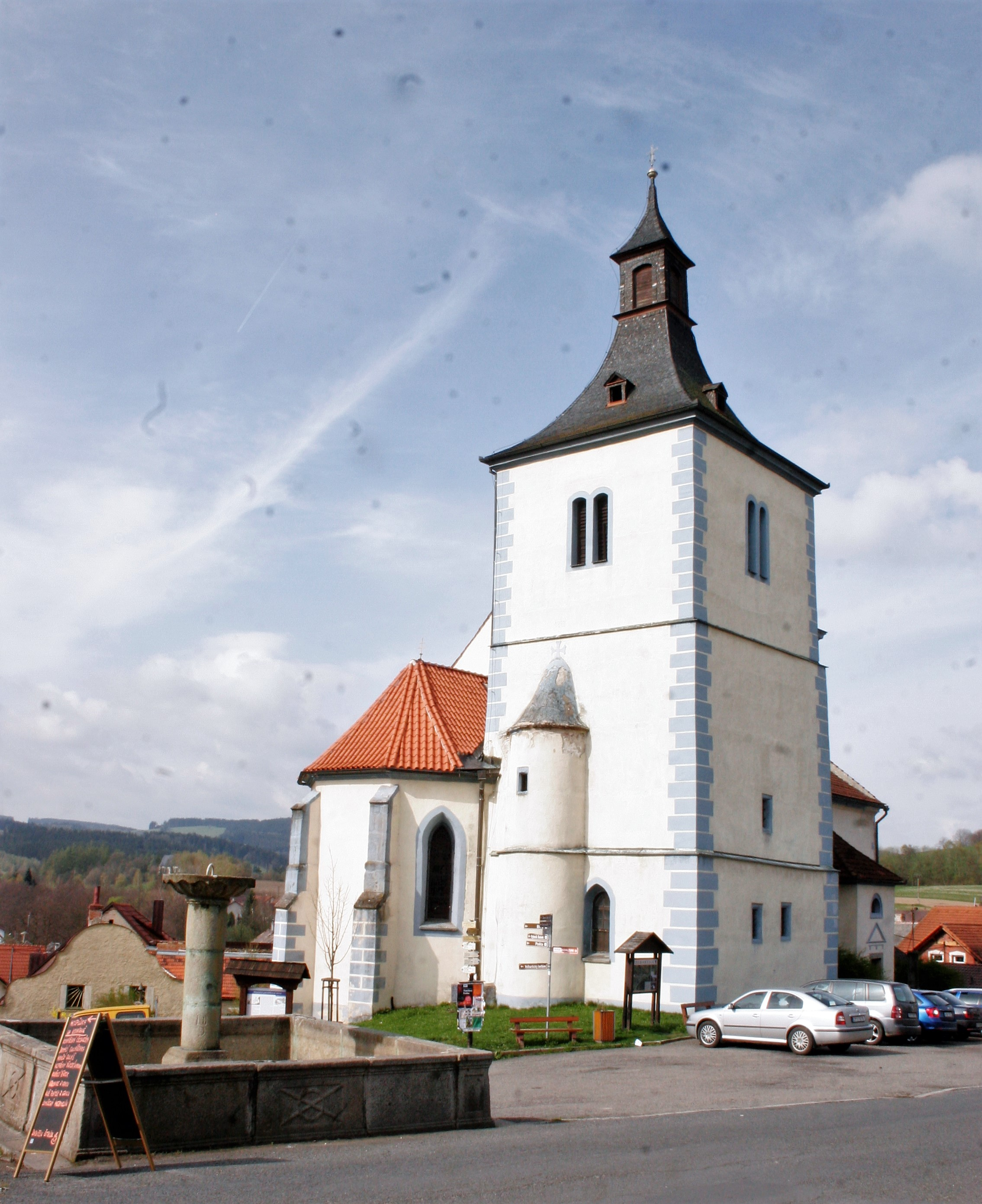
Kostel Narození Panny Marie

- synagoga přestavěná na hasičskou zbrojnici, vedle které stojí bývalá židovská škola
- Kašna na náměstí
- Fara
- Výklenková kaplička v zahradě obecního úřadu a další se sochou Jana Nepomuckého v jihovýchodní části obce
- Velhartické lípy
- Werichova chata
- Památník obětem světové války
- Vodní pila západně od obce na řece Ostružné
- Zámek Nemilkov

## Pověsti
Ke hřbitovu u kostela svaté Maří Magdalény se váže řada legend a pověstí. Své obřady na něm údajně prováděli satanisté.
V dobách, kdy bylo v Čechách křesťanství teprve v počátcích, na místě stál dřevěný kostel Božího těla. Podle pověsti tehdy velhartickým údolím projížděla karavana, kterou přepadli zbojníci ze šumavských lesů. Zatím co se muži bránili, jejich ženy a děti se ukryly ve zdejším kostele. Zbojníci kostel uzamkli, podpálili a nešťastníky nechali uhořet zaživa. 

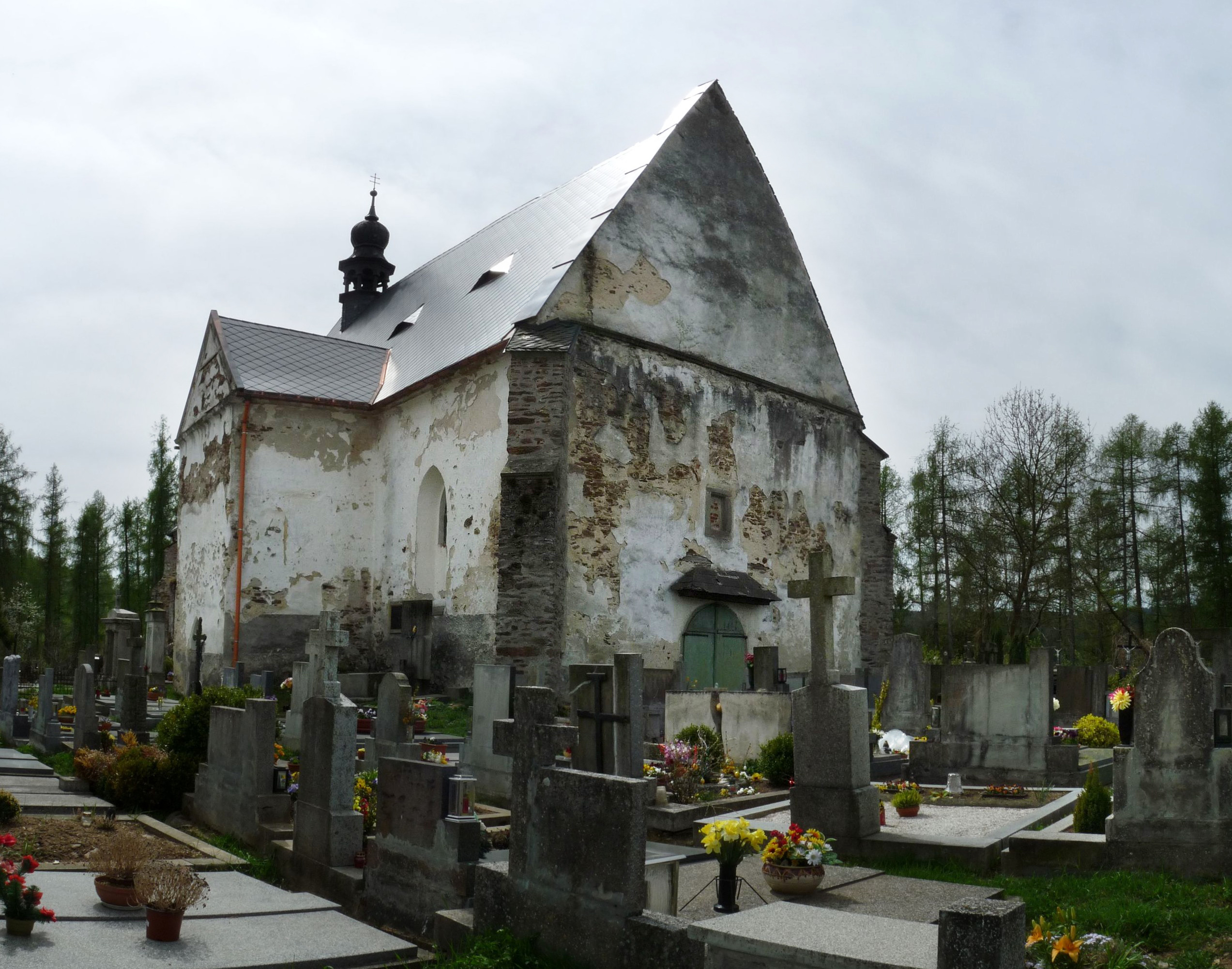
Kostel svaté Maří Magdalény

Na spálených základech byl postaven nový, kamenný kostel, zasvěcený svaté Maří Magdaléně. Zdejší kostel je údajně propojený s velhartickým hradem podzemní chodbou, který v 17. století vlastnil španělský šlechtic a dobrodruh Martin de Hoeff-Huerta, který prý zdejší obyvatele obracel na katolickou víru velmi krutými způsoby a umučil desítky lidí. Podle pamětníků se roku 1896 pozdě v noci vraceli domů z hospody dva sedláci a když procházeli kolem hřbitova, náhle je přepadli nemrtví. Jeden ze sedláků tomuto smrtelnému zápasu podlehl. Na hřbitově se má také nacházet neoznačený hromadný hrob, kam byli naházeni mrtví sudetští Němci, kteří byli zabiti během divokého odsunu po druhé světové válce.

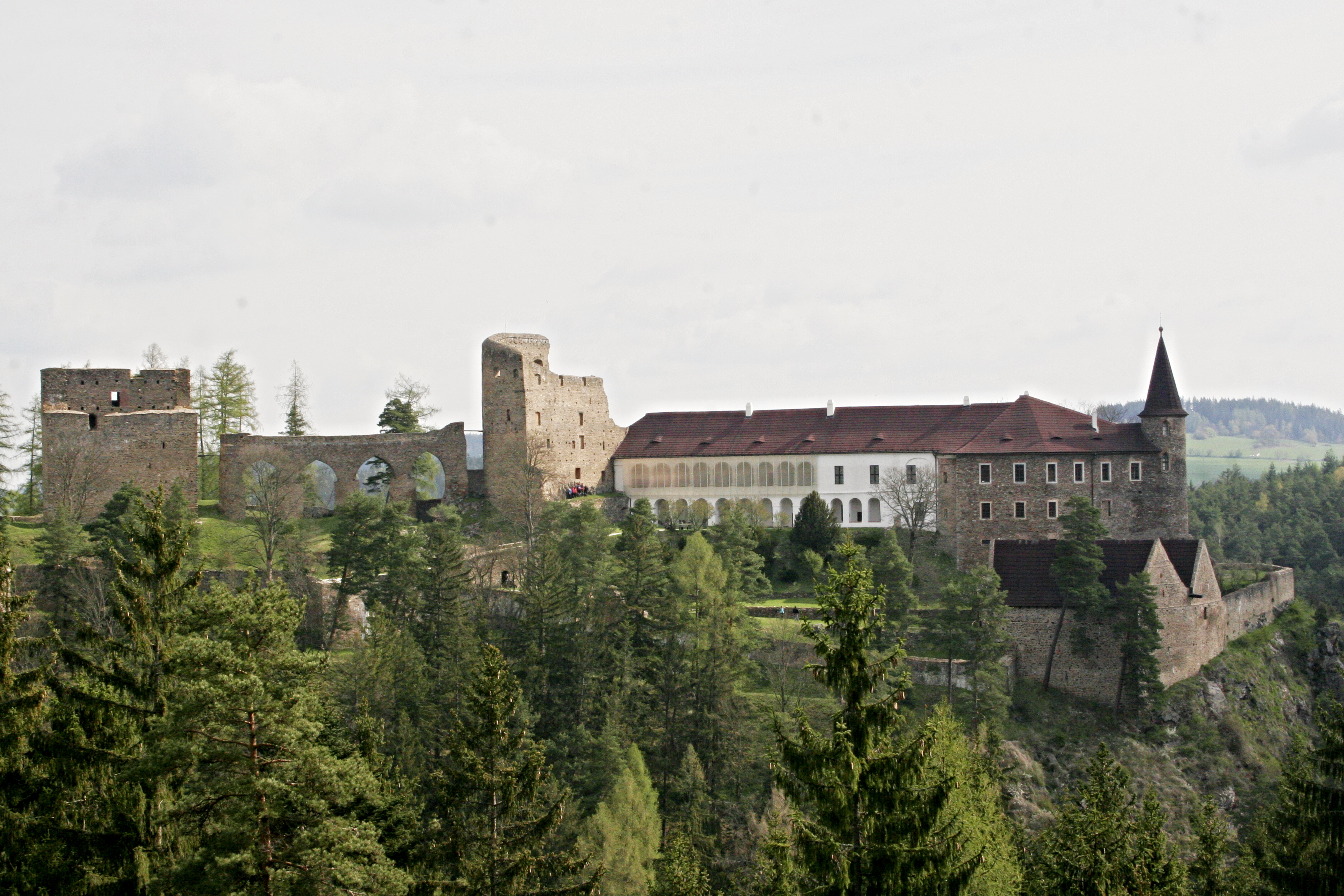
Hrad Velhartice

Nejznámější pověst však vypráví, že někdy mezi 15. a 16. stoletím procházelo velhartickým údolím vojsko a na nějaký čas zde rozbilo ležení. Detaily byly sice ztraceny v čase, ale pravděpodobně se události odehrály takto:
Jeden z vojáků se tu zamiloval do místní dívenky, siroty, která byla údajně velmi krásná, a vznikla mezi nimi veliká láska. Po čase vojsko táhlo dál na jih do bitvy, kde voják padl. Jeho kamarád se sem později vrátil, dívku vyhledal a oznámil jí smutnou zprávu. Protože byl do oné dívky sám zamilovaný, navrhl, aby si ho vzala. Dívka jej ale odmítla s tím, že už do smrti nebude milovat nikoho jiného. Jelikož byl ješitný, údajně pronesl větu: „Když ho tolik chceš, tak ho měj!“
Zdejší husté lesy sloužily tamním keltským pohanům jako azyl. Kamarád vyhledal mocnou keltskou kněžku, pověděl jí o svém trápení a také, jak se hodlá té dívce pomstít. Odešli na místo u kostela, kde se stále nacházel keltský posvátný kámen. A právě na tomto kameni vyvolali údajně ducha mrtvého vojáka (popravdě spíše zatracenou duši nebo démona), který dívku posedl, a ta z toho velmi těžce onemocněla. Teprve až po exorcismu se ji podařilo vyléčit, ale od té doby se na stěně kostela začala objevovat ženská tvář. Lidé si to vyložili jako zlé znamení a chtěli kostel zbourat. Nedostali ale povolení, tak alespoň osekali z kostela starou omítku a nahodili novou. Tvář se ale objevila znovu i na čerstvě ohozené zdi. A je tu vidět pořád, pouhým okem.
Touto pověstí se údajně nechat inspirovat Karel Jaromír Erben při psaní balady Svatební košile sbírky Kytice.

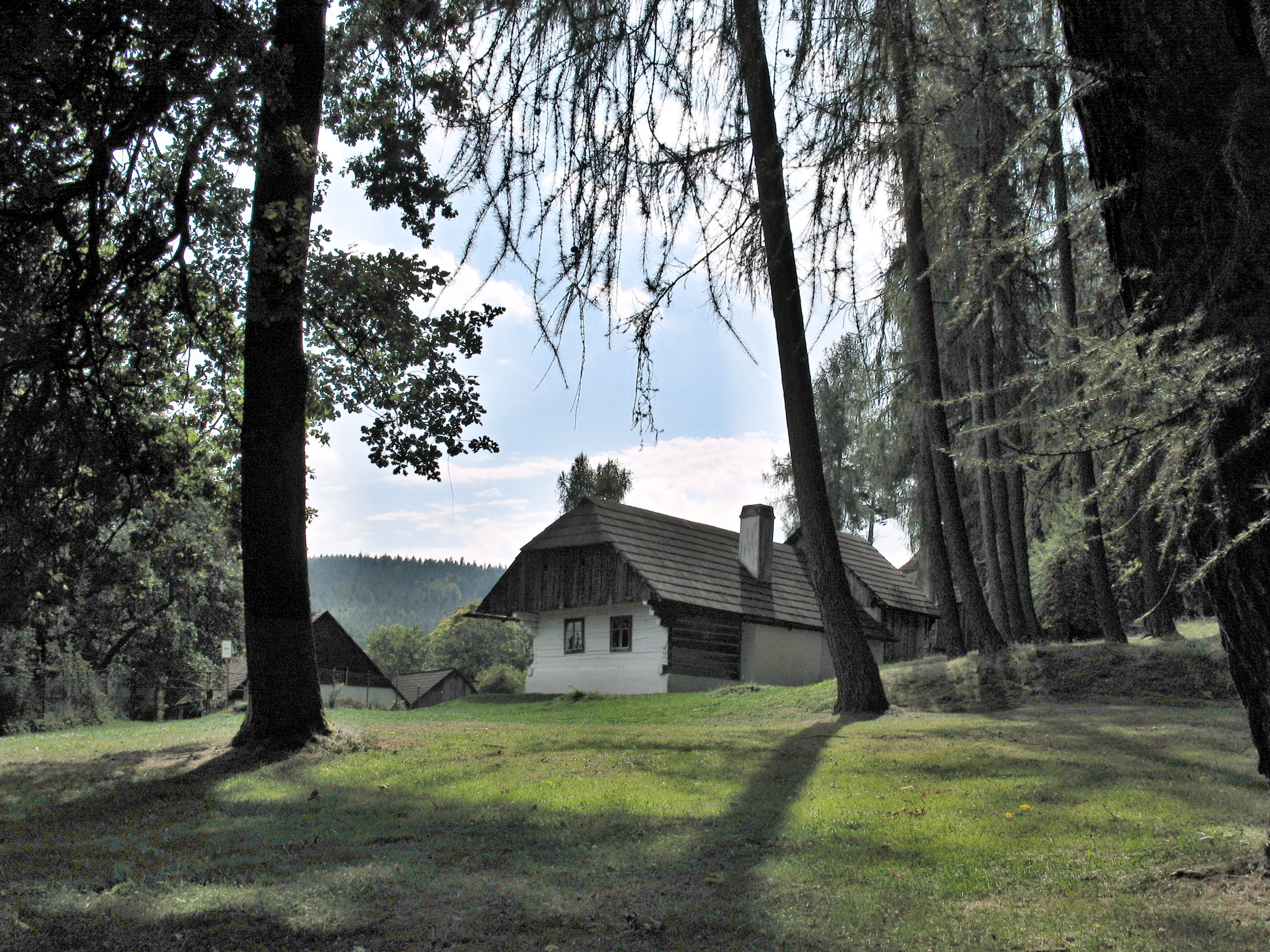
Skanzen lidové architektury

Další legenda se týká doby, kdy velhartický kostel byl dřevěný. Bylo to údajně okolo roku 1375, po místní obchodní stezce procházeli kupci i prodejci a občas byli ohrožováni loupeživými skupinami. I stalo se tak v blízkosti velhartického kostela, že jedna karavana byla loupeživou skupinou překvapena a přepadena. Lidé v panice opustili své vozy a ukryli se do zmíněného dřevěného kostela. Zde byli následně lupiči uvězněni a stavba posléze zapálena. Nářek, údery do dveří a řev se má údajně tu a tam ozvat i v současném kamenném kostele.

## Odraz v kultuře
Má se dnes za to, že velhartický kostel posloužil Karlu Jaromíru Erbenovi při psaní balady Svatební košile, která je součástí povídkové sbírky Kytice. Posloužit mu měla konkrétně jedna legenda, kterou nalezl při svém bádání po archívech: o dívce, na kterou je poštváno nadpřirozené zlo poté, co z lásky k zesnulému odmítla jeho kamaráda.
Roku 2014 byl o velhartickém hřbitově natočen beznákladový dokument Duchové velhartického hřbitova, který zmiňuje většinu jeho legend a na poli jedné noci zkoumá možné skutečnosti, kterých se dané pověsti týkají.